# Австрия на «Евровидении-1992»
Австрия участвовала в тридцать седьмом выпуске телевизионного конкурса Евровидение-1992, который проходил 9 мая в Ледовом дворце Мальмё, Швеция. Страну представлял певец цыганского происхождения Тони Вегас с балладой Zusammen geh'n, написанной популярным композитором Дитером Боленом на слова Иоахима Хорн-Бернджеса. По итогам голосования Австрия заняла десятое место из 23, набрав 63 очка. Несмотря на не очень удачный результат композиция Zusammen geh’n быстро стала хитом в немецкоязычных странах Европы, а также первым коммерчески успешным синглом Тони Вегаса. Позже композитор Дитер Болен использует музыку из неё для создания новой песни We Have a Dream для первого сезона музыкального реалити-шоу Германия ищет таланты. Тем не менее, Zusammen geh’n стала предшественницей австрийской заявки на Евровидение-1993 Maria Magdalena, также исполненной Тони Вегасом. Конкурс был показан на канале ORF eins с комментариями Эрнста Гриссманна. Глашатаем, объявлявшим очки австрийского жюри, был Эрих Гётцингер.

## Предыстория
Перед участием в Евровидение-1992 Австрия уже принимала участие в этом конкурсе 28 раз с момента своего дебюта в 1957 году. За это время страна выигрывала Евровидение только однажды: в 1966 году в Люксембурге с песней Merci, Chérie в исполнении Удо Юргенса. В 1967 году Австрия впервые проводила конкурс у себя в бальном зале дворца Хофбург в Вене. Помимо этого, Австрия семь раз оказывалась на последнем месте. В последний раз это произошло в 1991 году в Риме с песней Venedig im Regen в исполнении Томаса Форстнера. Трижды Австрия получала ноль очков: в 1962, 1988 и 1991 годах.

## До «Евровидения»

### Внутренний отбор
Австрийская телекомпания ORF выбирало заявку на участие в Евровидение как путём внутреннего отбора, так и с помощью национального финала. В 1990-91 годах вещатель организовывал национальные финалы для выбора артиста и песни. Но из-за плохого результата Томаса Форстнера на конкурсе 1991 года, ORF приняло решение о выборе австрийской заявки внутри телекомпании. Выбор пал на певца Тони Вегаса, который годом ранее участвовал на национальном отборе с песней Wunder Dieser Welt и занял второе место. Для лучшего результата на Евровидение ORF делегировало композитора и участника дуэта Modern Talking Дитера Болена. Болен уже принимал участие на Евровидение-1989 как автор двух заявок: Nur ein Lied для Томаса Форстнера из Австрии и Flieger для Нино де Анджело из ФРГ. В результате ORF объявил, что Австрию в Мальмё будет представлять Тони Вегас с песней Zusammen geh’n.

## На «Евровидении»
Перед началом репетиций Дитер Болен и его невеста столкнулись с трудностями при въезде на территорию Швеции из-за собаки последней. В результате Болен остался недоступен и опоздал на репетиции, что разозлило австрийского исполнителя Тони Вегаса. Несмотря на трудности Вегасу удалось выступить на Евровидение-1992. Он шёл под номером 15, между Люксембургом и Великобританией. По итогам голосования Вегас занял десятое место из 23, набрав 63 очка, включая 12 максимальные очков от Ирландии. 12 очков австрийское жюри присудило вице-чемпиону, Великобритании. Леон Ильве был дирижёром оркестра во время выступления Австрии.

### Голосование
| Очки      | Страна                    |
| --------- | ------------------------- |
| 12 баллов | - Ирландия                |
| 10 баллов | - Великобритания          |
| 8 баллов  | - Бельгия - Греция - Кипр |
| 7 баллов  | - Дания                   |
| 6 баллов  |                           |
| 5 баллов  |                           |
| 4 балла   | - Мальта                  |
| 3 балла   | - Португалия              |
| 2 балла   | - Испания                 |
| 1 балл    | - Швеция                  |

| Очки      | Страна         |
| --------- | -------------- |
| 12 баллов | Великобритания |
| 10 баллов | Ирландия       |
| 8 баллов  | Мальта         |
| 7 баллов  | Исландия       |
| 6 баллов  | Италия         |
| 5 баллов  | Нидерланды     |
| 4 балла   | Греция         |
| 3 балла   | Дания          |
| 2 балла   | Испания        |
| 1 балл    | Израиль        |